# 가와고에촌 (오사카부)
가와고에촌(일본어: 川越村)은 일본 오사카부 기타카와치군에 있던 촌이다.  현재의 히라카타시 중심부의 남남동 일대, 아마노강 양안에 해당한다.

## 역사
- 1889년 4월 1일 - 정촌제 시행에 의해 맛타군 가와고에촌이 성립하였다.
- 1896년 4월 1일 - 군 통합에 의해 기타카와치군이 성립하였다.
- 1938년 11월 3일 - 히라카타정, 도노야마정, 야마다촌, 사다촌, 구즈하촌과 합병해, 새로운 히라카타정이 성립하여, 동일가와고에촌은 폐지되었다.

## 교통

### 철도
- 신키이코마 철도
  - 히라카타선 (현 게이한 가타노선)

### 도로
현재는 구촌 지역에 제2게이한 도로 교노미나미 나들목이 있지만, 당시에는 미개통 상태였다.

## 참고문헌
- 가도카와 일본 지명 대사전 27 大阪府